# Jacob Ondrejka
Jacob Ondrejka, född 2 september 2002 i Landskrona, är en svensk fotbollsspelare som spelar för Parma Calcio i Serie A.

## Karriär
Ondrejkas moderklubb är BK Landora. Som 12-åring gick han till Landskrona BoIS. Ondrejka debuterade för A-laget i en träningsmatch mot Mjällby AIF den 26 januari 2019. I mars 2019 skrev han på sitt första A-lagskontrakt med Landskrona BoIS. Brodern William Ondrejka spelar för Landskrona Bois A-lag och även systern Ida Ondrejka spelar fotboll.
I januari 2020 värvades Ondrejka av IF Elfsborg, där han skrev på ett treårskontrakt. Ondrejka gjorde allsvensk debut den 14 juni 2020 i en 1–0-vinst över IFK Göteborg, där han blev inbytt i den 77:e minuten mot Rasmus Alm.
Den 18 april 2023 blev det klart att Ondrejka lämnar Elfsborg för Royal Antwerpen i den belgiska ligan. Övergången sker den 1 juli 2023.

## Landslagskarriär
Ondrejka debuterade för Sveriges landslag den 12 januari 2023 i januariturnéns andra match mot Island.